# Pierre d'Aubusson

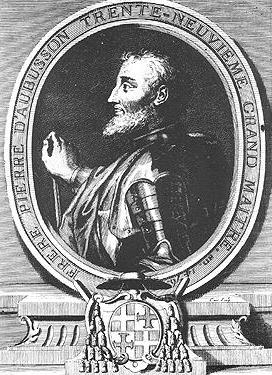
Pierre d'Aubusson.

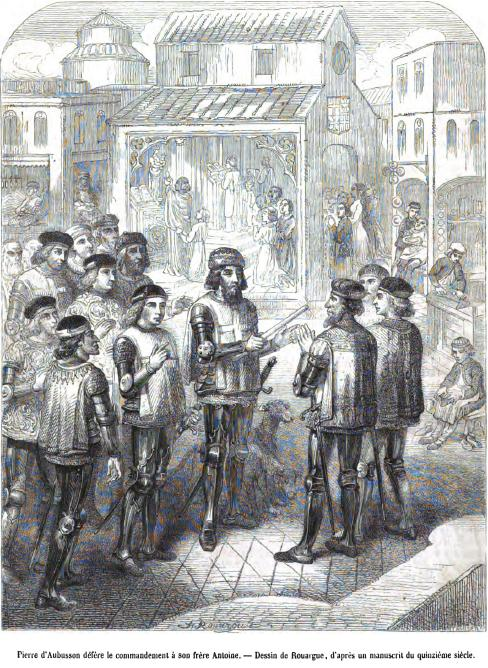
Grabado ilustrando a Pierre d'Aubusson entregando el bastón de mano a su hermano Antoine.

Pierre d'Aubusson (castillo de Monteil, Le Monteil-au-Vicomte, 1423 - Rodas, 1503), llamado "el escudo de la Cristiandad", fue un noble francés, cardenal de la Iglesia Católica, legado del papa en Asia y Gran maestre de la Orden de San Juan de Jerusalén,

## Gran maestre de la Orden de San Juan de Jerusalén
A partir de 1445, instalado en Rodas, dirigió los trabajos de fortificación de la ciudad y de varias ciudades del Dodecaneso, accediendo a la máxima jerarquía de la orden del Hospital el 17 de junio de 1476, en sustitución de Giovanni Battista Orsini.

## Sitio de Rodas en 1480

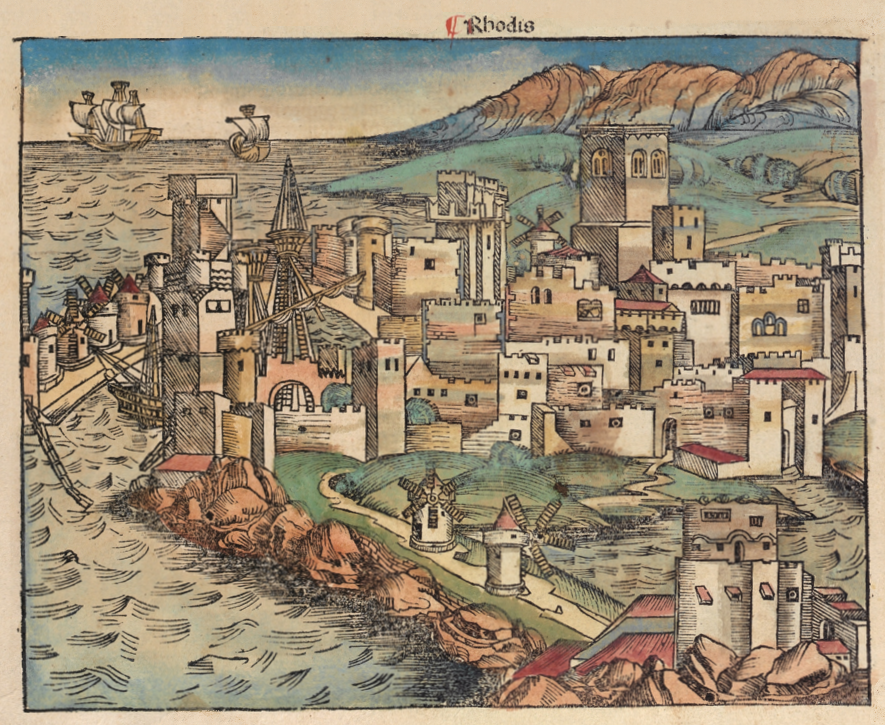
Rodas hacia 1490. A la izquierda se ve la cadena que cerraba la entrada del puerto.

En junio de 1480, Aubusson dirigió la defensa de la ciudad de Rodas sitiada por un ejército de 100 000 soldados otomanos enviados por Mehmed II, conquistador de Constantinopla. La defensa que contaba con 350 caballeros hospitalarios reforzados con otros 500 caballeros y 2000 soldados franceses enviados por Antoine d'Aubusson, logró rechazar los asaltos al fuerte de San Nicolás. A finales de julio, tras duros combates en los que d’Aubusson fue herido varias veces, los defensores también lograron forzar la retirada de los asaltantes que habían penetrado en la fortificación por una brecha abierta en el sector de la muralla oriental de la ciudad. Finalmente, tras haber sufrido cerca de 9000 bajas y declararse una epidemia de disentería en el campamento otomano, el sitio fue levantado el 15 de agosto de 1480.

## Guardián de Djem
Varios meses después, en mayo de 1481 falleció Mehmed II, enfrentándose entonces sus dos hijos y posibles herederos, Bayezid II y Djem conocido como "Zizim". Djem es derrotado dos veces y en su huida, solicitó asilo en Rodas en agosto de 1482. Aunque es tratado como un huésped, ante las presiones de Bayezid y una oferta de pago de 40 000 ducados para manutención, Pierre d'Aubusson ordenó a su sobrino Guy de Blanchefort, la escolta del rehén hasta Francia, donde Djem es confinado en Bourganeuf en una torre construida expresamente para él, que luego será conocida como torre Zizim. Bayezid, lograba de este modo mantener alejado a su hermano, pero éste despertó el interés de diversos monarcas europeos que vieron en la presencia próxima de Djem una vía de presión ante la expansión otomana. D’Aubusson aprovechará este interés para convenir con el papa Inocencio VIII la entrega de Djem a Roma a cambio del título de cardenal y legado papal en Asia, así como la donación de los bienes de dos órdenes militares, disueltas recientemente, y diversos privilegios a la Orden del Hospital. Djem queda recluido desde marzo de 1489 en el Castillo de Sant'Angelo de Roma. Bayecid propone al papa Alejandro VI "librar a Djem de las angustias de este mundo" prometiendo la colosal suma de 300 000 ducados, pero el papa dejará sin respuesta esta "petición".
El rey de Francia, Carlos VIII se hará confiar la custodia de Djem ante una hipotética cruzada contra el sultán en Grecia. Djem morirá en Capua en 1495 en condiciones mal aclaradas (la hipótesis de un envenenamiento esta todavía lejos de ser aclarada).

## Últimos años de vida
Pierre d'Aubusson reclamó sin éxito el lanzamiento de una “cruzada” con apoyo de las cortes europeas, pero en 1501 emprendió una campaña con el único apoyo de los venecianos que resultó fracasada. Tras su muerte, d’Aubusson fue enterrado en la iglesia de San Juan pero su mausoleo quedó destruido tras la ocupación de la ciudad por los turcos en 1523. Su tumba se conserva en el palacio de Versalles.
| Predecesor: Giovanni Battista Orsini | Gran maestre de la Orden de San Juan de Jerusalén 1476 - 1503 | Sucesor: Emery d'Amboise |